# Israel Horovitz
Israel Horovitz (Wakefield, 31 de marzo de 1939 - Nueva York, 9 de noviembre de 2020) fue un dramaturgo, director, actor y cofundador de Gloucester Stage Company en 1979. Se desempeñó como director artístico hasta 2006 y luego trabajó en la junta, de oficio y como director artístico emérito hasta su renuncia en noviembre de 2017 después de que The New York Times hiciera público acusaciones de conducta sexual inapropiada.

## Biografía y carrera
Horovitz nació en el seno de una familia judía en Wakefield, Massachusetts, hijo de Hazel Rose (de soltera Solberg) y Julius Charles Horovitz, un abogado. A los 13 años, escribió su primera novela, que fue rechazada por Simon & Schuster pero felicitada por sus "maravillosas cualidades infantiles". A los 17 años, escribió su primera obra, titulada The Comeback, que se representó en la cercana Universidad de Suffolk. Trabajó como taxista, tramoyista y ejecutivo de publicidad antes de tener su primer éxito en el teatro con su obra The Indian Wants the Bronx, que contó con dos futuras estrellas de cine aún por descubrir: John Cazale y Al Pacino. La obra se estrenó en 1966 en el Centro de Teatro Eugene O'Neill en Waterford, Connecticut. Al Pacino y John Cazale la protagonizaron; fue la primera de seis colaboraciones entre ellos. La obra se representó luego junto con It's Called the Sugar Plum del dramaturgo y dirigida por James Hammerstein como la producción de apertura del nuevo Astor Place Theatre fuera de Broadway, donde se inauguró el 17 de enero de 1968 y tuvo 177 funciones. Después de su extraordinario debut, sobre el cual Jerry Tallmer de The New York Post escribió "Welcome, Mr. Horovitz", Random House publicó una colección de cuatro de sus obras, titulada First Season (1968).
Horovitz ha escrito dos novelas: Cappella (Harper y Row) y Guignol's Legacy (Three Rooms Press); una novella Nobody Loves Me (Les Editions de Minuit); y una colección de poesía Heaven and Others Poems (Three Rooms Press). Sus memorias, Un New-Yorkais a Paris (Grasset), se publicaron en Francia en 2011.

## Carrera teatral
Horovitz escribió más de 70 obras de teatro producidas, muchas de las cuales han sido traducidas y representadas en más de 30 idiomas en todo el mundo. Entre las obras más conocidas de Horovitz son Línea (un renacimiento de que se abrió en 1974 y es la obra más antigua de Nueva York, cerrando en 2018 después de 43 años de funcionamiento continuo a Off-Off-Broadway 's 13th Street teatro de repertorio), Park Your Car en Harvard Yard, The Primary English Class, The Widow's Blind Date, What Strong Fences Make y The Indian Wants the Bronx, por la que ganó el premio Obie a la mejor obra.
Horovitz dividió su tiempo entre Estados Unidos y Francia, donde a menudo dirigía producciones en francés de sus obras. En su 70 cumpleaños, Horovitz fue condecorado por el gobierno francés como Commandeur dans l'Ordre des Arts et des Lettres. El Proyecto Horovitz 70/70 fue creado por NYC Barefoot Theatre Company para celebrar el 70 aniversario de Horovitz. Durante el año siguiente al 31 de marzo de 2009, 70 de las obras de Horovitz fueron producidas y/o leídas por compañías de teatro de todo el mundo, incluidos los teatros nacionales de Nigeria, Benín, Grecia y Ghana. Es el dramaturgo estadounidense más producido en la historia del teatro francés.
En 1979, Horovitz fundó Gloucester Stage Company en Gloucester, Massachusetts y continuó como su director artístico durante 28 años. También fundó The New York Playwrights Lab en 1975 y se desempeñó como director artístico de la NYPL. Fue codirector de Compagnia Horovitz-Paciotto, compañía de teatro italiana que produce exclusivamente las obras de Horovitz. Además, Horovitz fue uno de un grupo selecto de no actores a los que se les otorgó membresía en The Actors Studio.
Horovitz mantuvo una larga amistad con el dramaturgo irlandés Samuel Beckett y a menudo encontraba en Beckett un modelo temático y estilístico e inspiración para su propio trabajo. Horovitz también ha trabajado con The Byre Theatre de St Andrews, Escocia.

## Carrera cinematográfica
Su guion para la película de 1982 Author! Author!, protagonizada por Al Pacino, es un relato en gran parte autobiográfico de un dramaturgo que se enfrenta al estrés de que su obra se produzca en Broadway mientras intenta formar una familia numerosa. Otras películas escritas por Horovitz incluyen la galardonada Sunshine, coescrita con István Szabó (Premio de la Academia Europea al Mejor Guion), 3 Weeks After Paradise (que dirigió y protagonizó), James Dean, una biografía premiada del actor, y The Strawberry Statement (Prix du Jury, Festival de Cannes, 1970), película adaptada de una novela periodística de James Simon Kunen que trata sobre el malestar político estudiantil de los años sesenta. Horovitz adaptó su obra de teatro My Old Lady para la pantalla, que dirigió en el verano de 2013, protagonizada por Maggie Smith, Kevin Kline, Kristin Scott Thomas y Dominique Pinon. La película se estrenó en los cines de todo el mundo en el otoño de 2014.

## Premios
Ha obtenido numerosos premios por su trabajo, incluidos dos Obies, el Drama Desk Award, The European Academy Award - Best Guion (por Sunshine) y The Sony Radio Academy Award (por Man in Snow en BBC-Radio 4). También ganó un premio de literatura de la Academia Estadounidense de Artes y Letras; Premio al Liderazgo del Gobernador de Massachusetts; El Prix de Plaisir du Theatre; El Prix Italia (para obras de radio); Premio al Mejor Guionista del Gremio de Escritores de Canadá; El premio Christopher; el premio Elliot Norton; un premio a la trayectoria de B'nai B'rith; el Premio de Literatura del Washington College; un doctorado honoris causa en Letras Humanitarias del Salem State College; Premio Literary Lights de la Biblioteca Pública de Boston; el Premio Walker Hancock, y muchos otros.

## Acusaciones de agresión sexual
El 30 de noviembre de 2017, un artículo del New York Times publicó que nueve mujeres manifestaron que Horovitz las había agredido o acosado sexualmente entre 1986 y 2016. Algunas de ellas tenían menos de la edad de consentimiento legal en ese momento. Como resultado, Horovitz dejó Gloucester Stage Company (GSC), la compañía de teatro que había fundado. Su hijo Adam Horovitz dijo: "Creo que las acusaciones contra mi padre son ciertas y estoy detrás de las mujeres que las hicieron".
En 1993, The Boston Phoenix publicó un artículo que cubría una serie de acusaciones contra Horovitz por seis mujeres diferentes asociadas con el GSC. Las actrices y los miembros del personal alegaron que el dramaturgo usó un lenguaje ofensivo, los besó y/o los acarició. En respuesta, Horovitz dijo, "es una basura. Alguien fue despedido, y esta es su venganza" En ese momento, no se presentaron cargos ni demandas contra Horovitz, ni la junta de GSC tomó ninguna medida disciplinaria.
El episodio del 5 de febrero de 2018 del podcast Hidden Brain ¿Por qué ahora? presenta entrevistas en profundidad con mujeres que han acusado a Horovitz de agresión sexual. El 19 de febrero, la actriz Heather Graham, quien salió brevemente con el hijo de Horovitz, Adam, apareció en el podcast WTF de Marc Maron y dijo que el mayor de los Horovitz hizo avances depredadores hacia ella luego de una audición para una de sus obras en 1989.

## Vida personal
Estuvo casado tres veces, tuvo 6 hijos, entre ellos la productora de cine, Rachael Horovitz, y al exmiembro de los Beastie Boys, Adam Horovitz.
Falleció el 9 de noviembre de 2020 a los ochenta y un años en Manhattan.

## Filmografía

### Escritor-película
| Año                           | Película | Papel                        | Notas                                       |
| ----------------------------- | --- | ---------------------------- | ------------------------------------------- |
| 1969                          | Machine Gun McCain (película)                                                                                | Diálogo como Israel Horowitz |                                             |
| 1969                          | ITV Saturday Night Theatre (serie de televisión) - "It's Called the Sugar Plum"                              | Escritor                     |                                             |
| 1970                          | La declaración de fresa                                                                                      | Guion                        | Prix du Jury, Festival de Cannes, 1970      |
| 1971                          | NET Playhouse (serie de televisión) - "¡Falta! / Actor's Choice "(segmento:" Jugar por árboles ")            | Escritor                     |                                             |
| 1971                          | Cree en mi                                                                                                   | Guion                        |                                             |
| 1972                          | VD Blues | Director y productor         |                                             |
| 1981                          | La Poube (película de televisión) (reproducir)                                                               | Escritor                     |                                             |
| mil novecientos ochenta y dos | Author! Author!                                                                                              | Dramaturgo                   |                                             |
| 1991                          | The General Motors Playwrights Theatre (serie de televisión) - "It's Called the Sugar Plum" (obra de teatro) | Escritor                     |                                             |
| 1997                          | North Shore Fish (película de televisión)                                                                    | Guion                        |                                             |
| 1999                          | Sunshine | Coguionista, guion           | Premio de la Academia Europea - Mejor guion |
| 2001                          | James Dean                                                                                                   | Escritor                     |                                             |
| 2002                          | 3 semanas después del paraíso                                                                                | Director y actor             |                                             |
| 2007                          | Ratas (video corto)                                                                                          | Escritor                     |                                             |
| 2007                          | "Seguridad" (breve)                                                                                          | Escritor                     |                                             |
| 2009                          | New York, I Love You (adaptación / segmentos "Jiang Wen", "Shunji Iwai")                                     | Traducciones escritas por    |                                             |
| 2014                          | Mi anciana                                                                                                   | Guionista y director         |                                             |